# Joe Pantoliano
Joseph Carl „Joe” Pantoliano (ur. 12 września 1951 w Hoboken, New Jersey) – amerykański aktor charakterystyczny pochodzenia włoskiego. 
Laureat nagrody Emmy (2003) w kategorii najlepszy aktor drugoplanowy w serialu dramatycznym za rolę Ralpha „Ralphiego” Cifaretto w serialu kryminalnym HBO Rodzina Soprano (2001–2004). Wystąpił w roli Cezara w reżyserskim debiucie Wachowskich Brudne pieniądze (1996) i zagrał Cyphera w ich drugim filmie Matrix (1999), a także Michaela Gorskiego w ich serialu Netflix Sense8 (2015–2018). 
W 2003 zastąpił Stanleya Tucciego na Broadwayu i wystąpił w roli Johnny’ego w sztuce Frankie i Johnny w Clair de Lune.

## Filmografia
- 1983: Ryzykowny interes jako Guido
- 1983: Krwawy biwak jako Eggar Buelton
- 1983: Eddie i krążowniki jako „Doc” Robbins
- 1985: Goonies jako Francis Fratelli
- 1986: Zapomnieć o strachu jako „Snake”
- 1987: La Bamba jako Bob Keane
- 1987: Imperium słońca jako Frank Demarest
- 1988: Zdążyć przed północą jako Eddie Moscone
- 1991: Zandalee jako Gerri
- 1992: Druga miłość jako Frank
- 1993: Ścigany jako zastępca marszałka USA Cosmo Renfro
- 1993: Trzy serca jako Mickey
- 1994: Brzdąc w opałach jako Norby
- 1995: Kongo jako Eddie Ventro
- 1995: Bad Boys jako kapitan Conrad Howard
- 1996: Brudne pieniądze jako Cezar
- 1998: Wydział pościgowy jako szeryf federalny Cosmo Renfro
- 1999: Matrix jako Cypher / Pan Reagan
- 1999: Podróż przedślubna jako taksówkarz
- 2000: Memento jako James Edward „Teddy” Gammell
- 2000: Kibice do dzieła! jako Titus Sinclair
- 2001: Grand Theft Auto III jako Luigi Goterelli (głos)
- 2001: Psy i koty jako Peek (głos)
- 2002: Pluto Nash jako Mogan
- 2003: Bad Boys II jako kapitan Conrad Howard
- 2003: Daredevil jako Ben Urich
- 2005: Zebra z klasą jako Goose (głos)
- 2006: Weselna gorączka jako Smitty
- 2009: Miłość z 5-tej Alei jako
- 2010: Zabójcza gra jako David Kaplow
- 2010: Percy Jackson i bogowie olimpijscy: Złodziej pioruna jako Gabe Ugliano
- 2010: Psy i koty: Odwet Kitty jako Peek (głos)
- 2020: Bad Boys for Life jako kapitan Conrad Howard
- 2021: Hide and Seek jako Collin Carmichael
- 2024: Bad Boys: Ride or Die jako kapitan Conrad Howard